# Anthrax californicus
Anthrax californicus är en tvåvingeart som först beskrevs av Cole 1917.  Anthrax californicus ingår i släktet Anthrax och familjen svävflugor. Inga underarter finns listade i Catalogue of Life.